# Leonid Slutskij
Leonid Viktorovitj Slutskij (ryska: Леонид Викторович Слуцкий) född 4 maj 1971 i Volgograd, är en rysk fotbollstränare som för närvarande är huvudtränare för Rubin Kazan. Han har bland annat lyckats föra CSKA till två slutspel i UEFA Champions League (kvartsfinal 2010 och åttondelsfinal 2012). Han har även vunnit en rysk cuptitel.
Den egna spelarkarriären slutade vid 19 års ålder efter en knäskada han ådrog sig sedan han fallit från ett träd när han skulle rädda en katt.

## Meriter
CSKA Moskva
- Premjer-Liga: 2013, 2014
- Ryska cupen: 2011, 2013
- Ryska supercupen: 2013, 2014
- Årets tränare i Premjer-Liga: 2014